# 2013 North American Tour
2013 North American Tour fue una gira musical realizada por la banda Paramore para promocionar su disco homónimo por los Estados Unidos y Canadá. Estuvo conformada por catorce conciertos, el primero de ellos el 25 de abril de 2013 en Houston, Texas y el último el 21 de mayo de 2013 en Atlanta, Georgia. Paramore contó con el grupo Kitten como teloneros.

## Recepción
Las entradas a once de los catorce conciertos de la gira, correspondientes a Houston, Phoenix, Los Ángeles, San Francisco, Chicago, Detroit, Toronto, Boston, Nueva York, Silver Spring, Charlotte y Atlanta, fueron agotadas.
Gary Graff, del periódico The Oakland Press, en una crítica al concierto del 10 de mayo en Detroit, destacó el hecho de que la separación de los hermanos Farro del grupo no haya afectado al rendimiento en vivo de Paramore; sugirió, además, que esa misma situación incentivo a abrir el show con la canción «Moving On» —que contiene el verso «I've counted to ten and I'm feeling all right» («He contado hasta diez y me estoy sintiendo bien»)—. Kara McGrath hizo una reseña del concierto en Nueva York el 16 de mayo para Seventeen, en la que lo describió como  «un torbellino de sensibilidad pop punk, con todos en la multitud cantando a todo pulmón cada canción que Hayley [Williams] interpretaba».

## Canciones interpretadas
1. «Interlude: Moving On»
2. «Misery Business»
3. «For A Pessimist, I'm Pretty Optimistic»
4. «Decode»
5. «Now»
6. «Renegade»
7. «Pressure»
8. «Ain't It Fun»
9. «The Only Exception»
10. «Let The Flames Begin»
11. «Fast In My Car»
12. «Ignorance»
13. «Looking Up»
14. «Whoa»
15. «Anklebiters»
16. «That's What You Get»
17. «Still Into You»
18. «Hate To See Your Heart Break»
19. «Proof»
20. «Brick By Boring Brick»

- Fuente: Alter The Press![7]

## Fechas
| Norteamérica        |               |                           |                         |
| 25 de abril de 2013 | Houston       | Estados Unidos            | Bayou Music Center      |
| 29 de abril de 2013 | Phoenix       | Estados Unidos            | Comerica Theatre        |
| 1 de mayo de 2013   | Los Ángeles   | Estados Unidos            | Wiltern Theatre         |
| 3 de mayo de 2013   | Las Vegas     | Estados Unidos            | The Joint               |
| 4 de mayo de 2013   | San Francisco | Estados Unidos            | Warfield Theatre        |
| 6 de mayo de 2013   | Magna         | Estados Unidos            | The Great Saltair       |
| 7 de mayo de 2013   | Denver        | Estados Unidos            | The Fillmore Auditorium |
| 9 de mayo de 2013   | Chicago       | Estados Unidos            | Chicago Theatre         |
| 10 de mayo de 2013  | Detroit       | Estados Unidos            | The Fillmore            |
| 13 de mayo de 2013  | Toronto       | Canadá                    | Sound Academy           |
| 15 de mayo de 2013  | Boston        | Bandera de Estados Unidos | House Of Blues          |
| 16 de mayo de 2013  | Nueva York    | Bandera de Estados Unidos | Hammerstein Ballroom    |
| 20 de mayo de 2013  | Charlotte     | Bandera de Estados Unidos | The Fillmore            |
| 21 de mayo de 2013  | Atlanta       | Bandera de Estados Unidos | Tabernacle              |